# سولفونات

ساختار شیمیایی سولفونات.

سولفونات (به انگلیسی: Sulfonate) به نمک یا استر سولفونیک اسید گفته می‌شود و با فرمول کلی R-SO2O- نشان داده می‌شود.
یکی از روش های تهیه‌ی سولفونات ها واکنش دادن آلکیل هالاید با یک سولفیت است:
RX+M2SO3--->RSO3M+MX
کاتالیزگر استفاده شده IODITاست

## نمونه ها
- مسیلات (methanesulfonate), CH3SO2O-
- تری‌فلات (trifluoromethanesulfonate), CF3SO2O-
- Esylate (ethanesulfonate), C2H5SO2O-
- Besylate  (benzenesulfonate), C6H5SO2O-
  - توسیلate (p-toluenesulfonate), CH3C6H4SO2O-